# 山部赤人
山部 赤人（やまべ の あかひと、生年不詳 - 天平8年（736年）?）は、奈良時代の歌人。山部 明人、山邊（辺）赤人と表記されることもある。姓は宿禰。官位は外従六位下・上総少目。三十六歌仙の一人。

## 出自
山部氏（山部連・山部宿禰）は、天神系氏族である久米氏の一族・久味国造の後裔で、職業部（cf. 部民制、品部）の一つである山部の伴造家とされる。また、天武天皇13年（684年）八色の姓の制定によって山部連から山部宿禰への改姓が行われている。、赤人も宿禰姓を賜与されたことが『万葉集』の詞書から確認できる。

## 概要

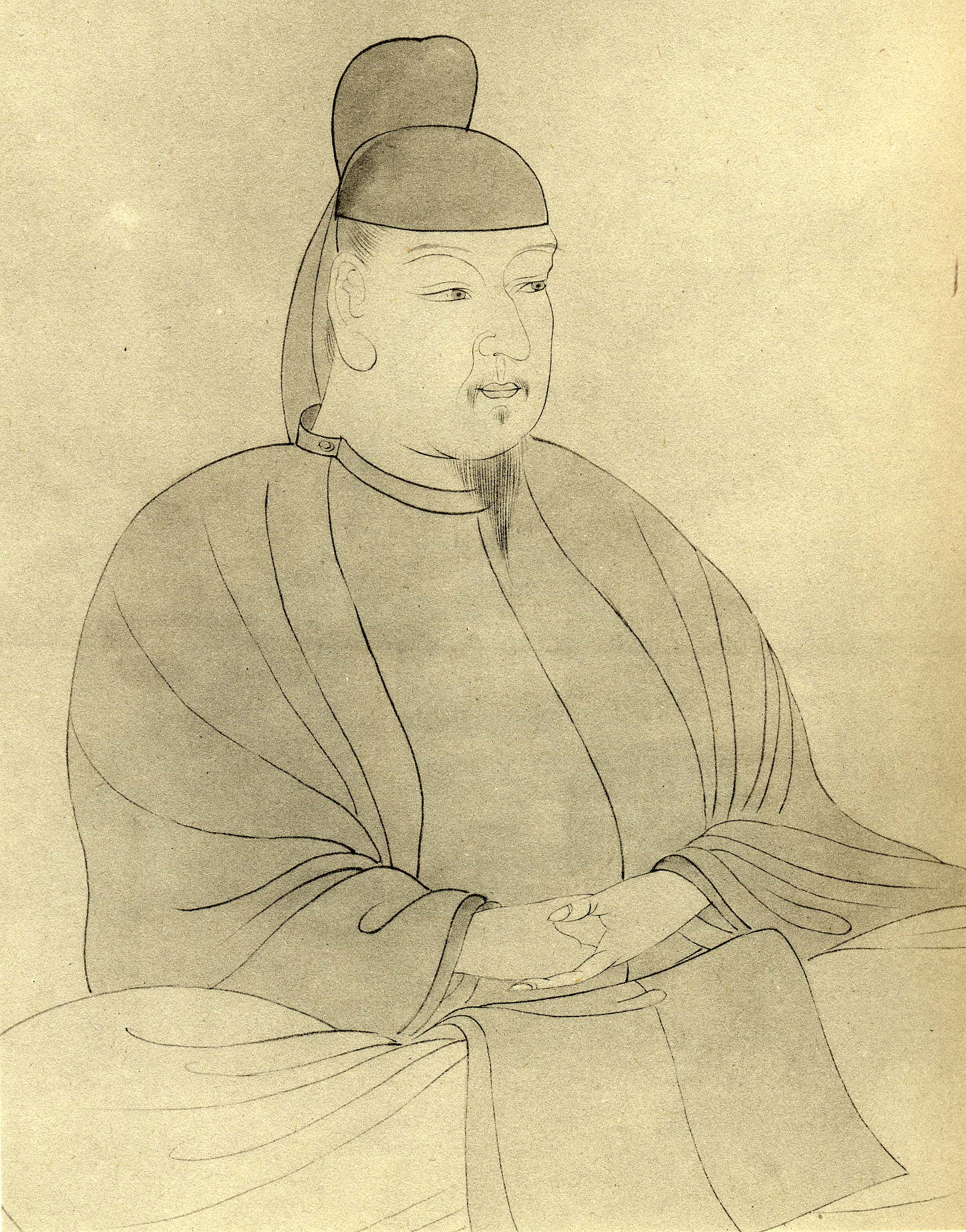
山部赤人像／　蜷川式胤所蔵品

その経歴は定かではないが、『続日本紀』などの正史に名前が見えないことから、下級官人であったと推測されている。神亀・天平の両時代にのみ和歌作品が残され、行幸などに随行した際の天皇讃歌が多いことから、聖武天皇時代の宮廷歌人だったと思われる。作られた和歌から諸国を旅したとも推測される。同時代の歌人には山上憶良や大伴旅人がいる。『万葉集』には長歌13首・短歌37首が、『拾遺和歌集』（3首）以下の勅撰和歌集に49首が入首している。自然の美しさや清さを詠んだ叙景歌で知られ、その表現が周到な計算にもとづいているとの指摘もある。
柿本人麻呂とともに歌聖と呼ばれ称えられている。紀貫之も『古今和歌集』の仮名序において、「人麿（柿本人麻呂）は、赤人が上に立たむことかたく、赤人は人麿が下に立たむことかたくなむありける」と高く評価している。この人麻呂との対は、『万葉集』の大伴家持の漢文に、「山柿の門」（山部の「山」と柿本の「柿」）とあるのを初見とする。
平安時代中期（『拾遺和歌集』頃とされる）には名声の高まりに合わせて、私家集の『赤人集』（三十六人集のひとつ）も編まれているが、これは万葉集の巻11の歌などを集めたもので、『人麻呂集』や『家持集』とおなじく万葉の赤人の作はほとんど含んでいない。『後撰和歌集』まではあまり採られることのなかった人麻呂ら万葉歌人の作品が、『拾遺和歌集』になって急増するので、関連が考えられている。

## 作品
万葉集

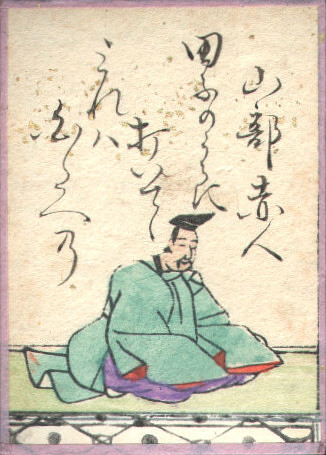
山部赤人（百人一首より）

- 田子の浦ゆ うち出でてみれば 真白にそ 富士の高嶺に 雪は降りける[注釈 3]
- 若の浦に潮満ち来れば潟をなみ葦辺をさして鶴鳴き渡る
- み吉野の 象山（きさやま）の際（ま）の 木末（こぬれ）には ここだもさわく 鳥の声かも
- 春の野の すみれ摘みにと こしわれそ 野を懐かしみ 一夜寝にける
- 吾兄子（わがせこ）に 見せむと思ひし 梅の花 それとも見えず 雪のふれれば

ストラヴィンスキーが曲をつけていることで知られる。
新古今和歌集
- 田子の浦にうち出でてみれば白妙の富士の高嶺に雪は降りつつ

新古今和歌集に収録された当歌は、後に『百人一首』に採録されている。

## 旧跡

### 墓所
赤人の墓と伝わる五輪塔が奈良県宇陀市の額井岳の麓に存在する。
千葉県東金市には、赤人塚がある。赤人が上総国山辺郡の出身と伝わっており、江戸時代の神代学者・山口志道は、「田子の浦」は現在の千葉県鋸南町であるとの説を発表している。

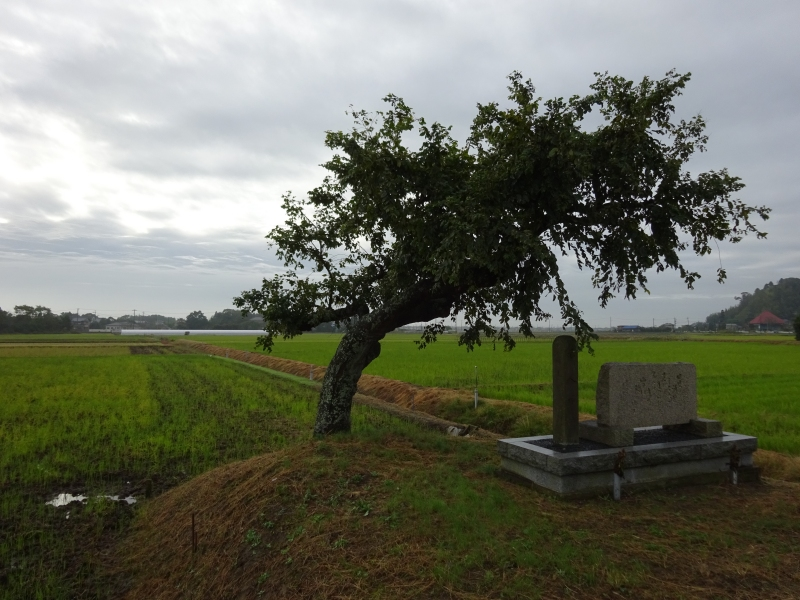
赤人塚

### 神社
赤人を祭神として祀る神社がいくつか存在する。

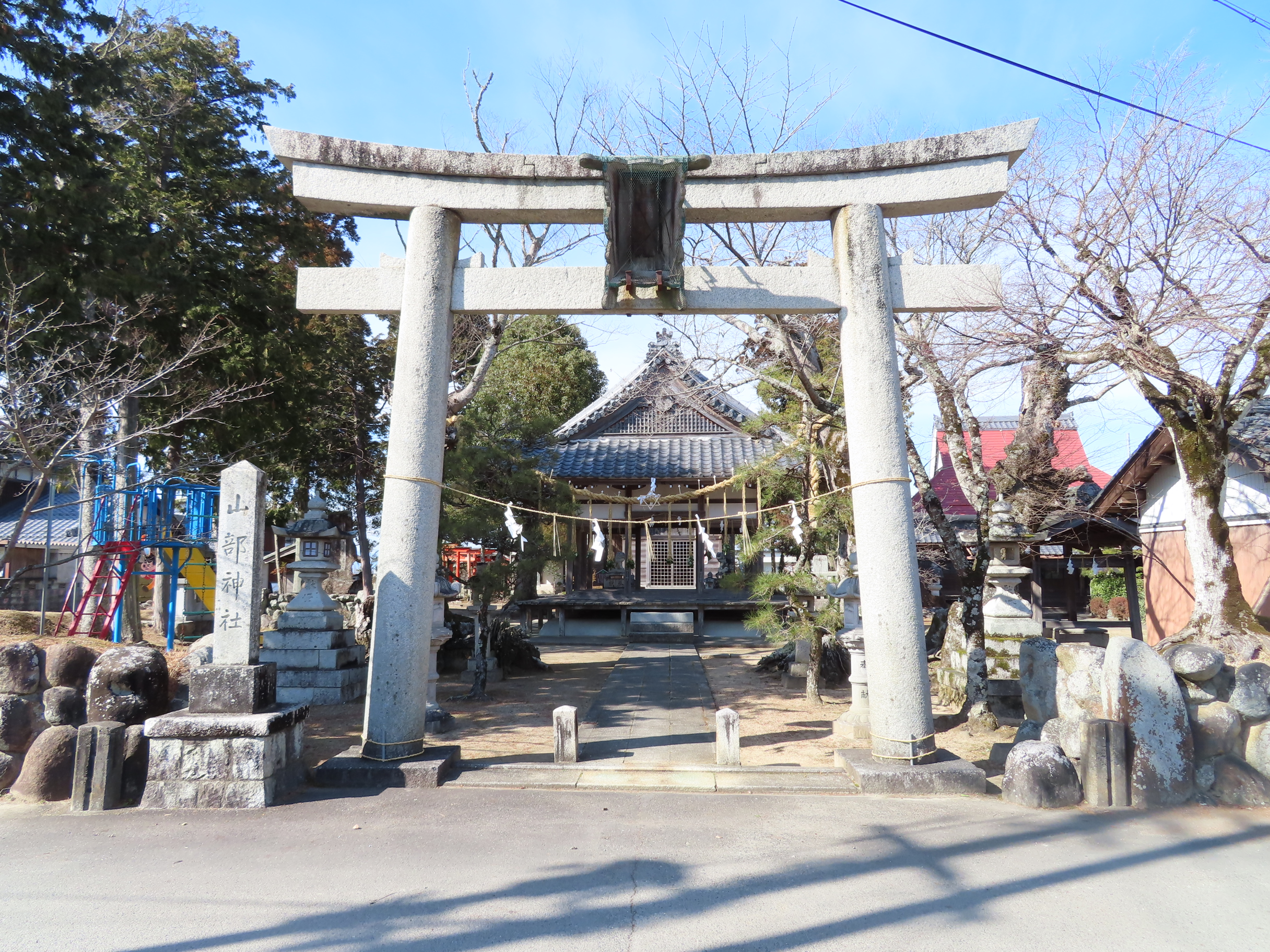
山部神社 - 滋賀県東近江市下麻生町に所在する。赤人の創建で終焉の地とも伝わる赤人寺（しゃくにんじ、あかひとでら）に隣接している[5]。
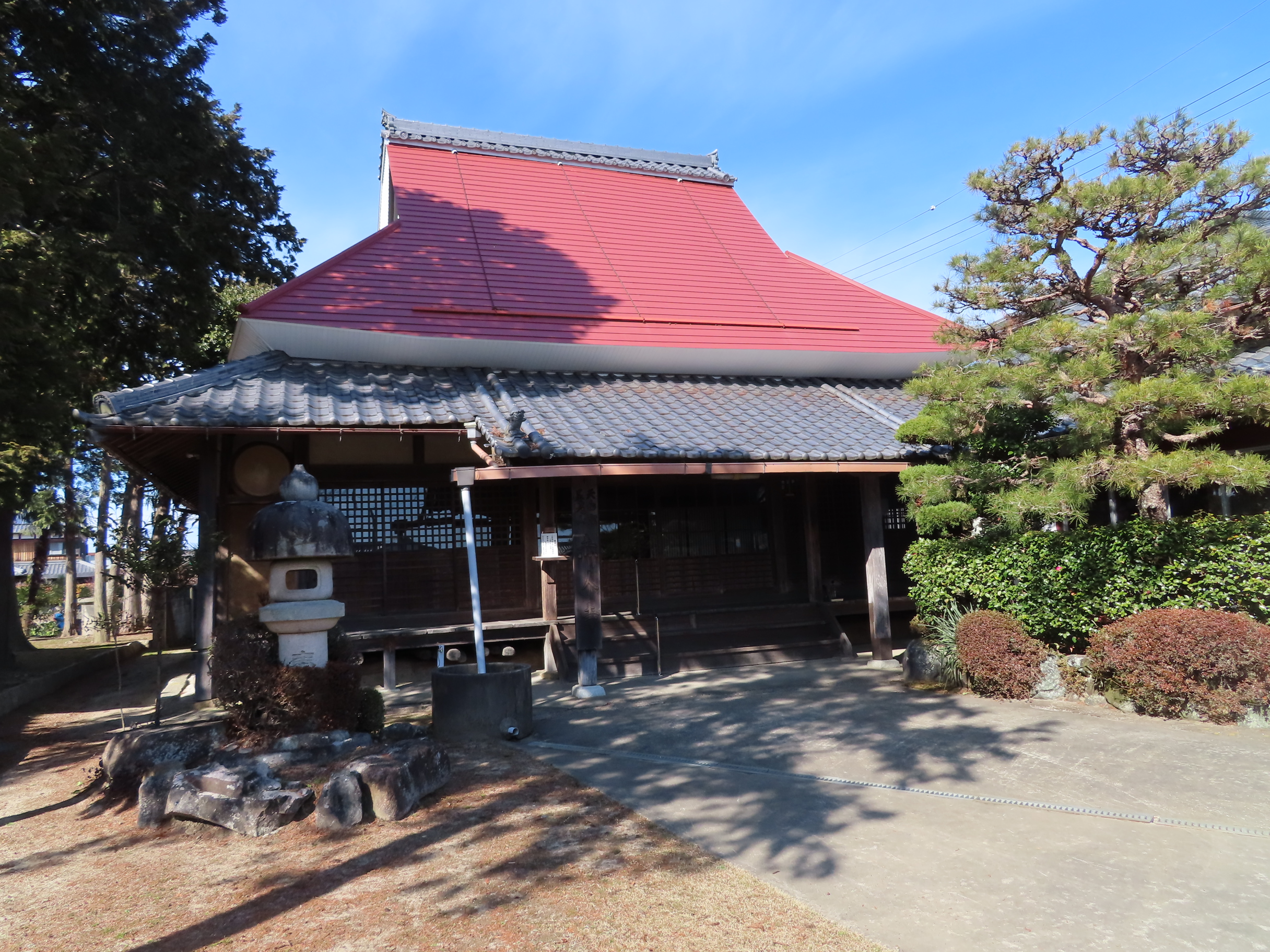
和歌宮神社 - 静岡県静岡市清水区蒲原に所在する。
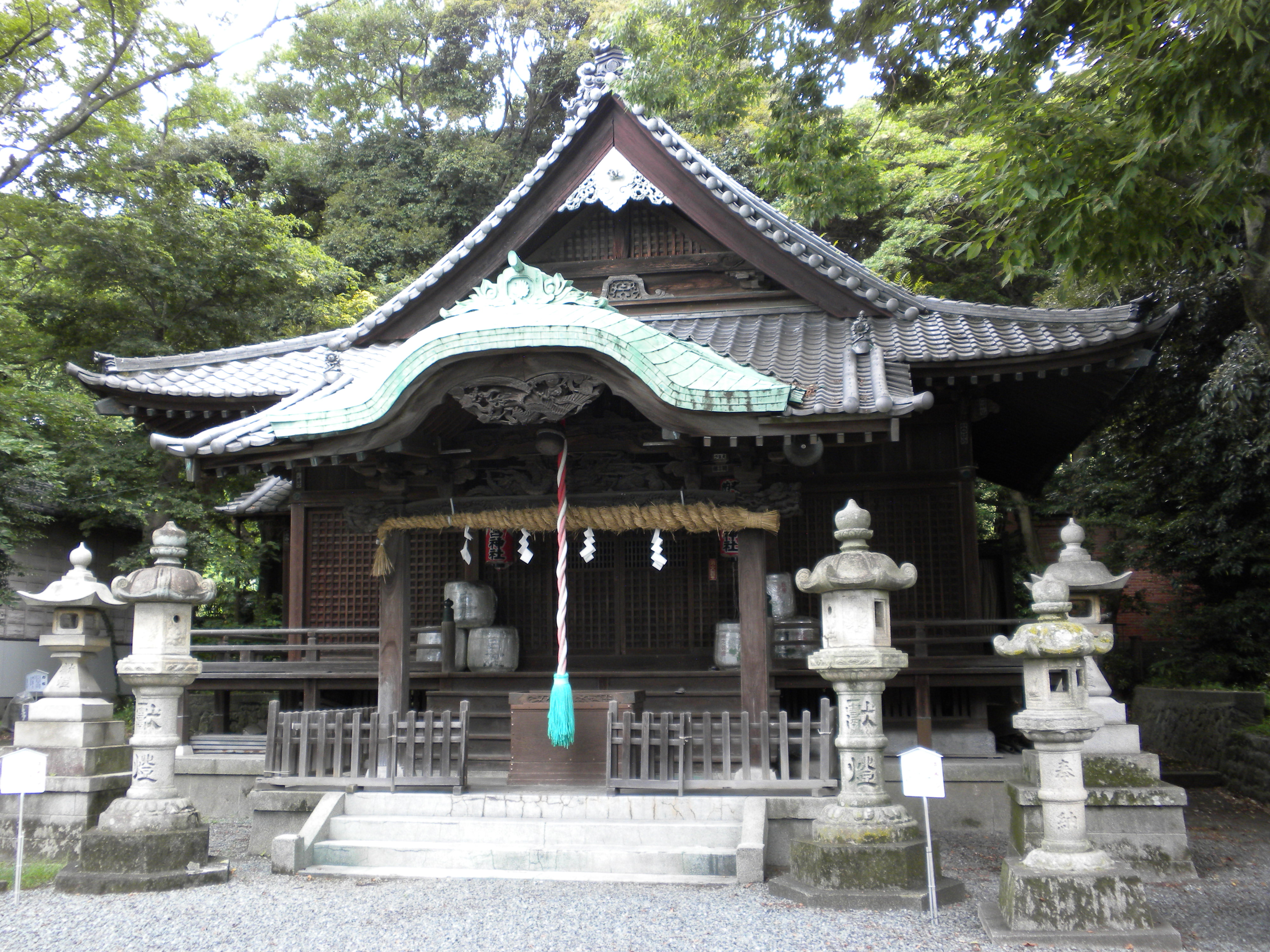
山辺神社 - 島根県出雲市大社町杵築西にある。天照大御神、大国主命、少名彦名命とともに山辺赤人之命を祭神とする。

```

```

- 山部神社
- 山部神社に隣接する赤人寺
- 和歌宮神社